# Liste der Monuments historiques in Bertoncourt
Die Liste der Monuments historiques in Bertoncourt führt die Monuments historiques in der französischen Gemeinde Bertoncourt auf.

## Liste der Objekte
| Bezeichnung                                             | Beschreibung                          | Standort                        | Kennzeichnung | Schutzstatus | Datum | Bild |
| ------------------------------------------------------- | ------------------------------------- | ------------------------------- | ------------- | ------------ | ----- | ---- |
| Zwei Skulpturen: Heiliger Nikolaus und heiliger Eligius | Holz, farbig gefasst, 18. Jahrhundert | in der Kirche St-Nicolas (Lage) | PM08000064    | Classé       | 1965  |      |